# 保罗·费兰多
保罗·费兰多（義大利語：Paolo Ferrando，1941年8月31日—1987年），意大利前男子水球运动员。他曾代表意大利国家队参加1968年夏季奥林匹克运动会水球比赛，结果获得第四名。